# 张伏利度
张伏利度，西晋、十六国初年时乌桓首领。
他聚众二千人，在乐平（治今山西昔阳县）附近扎营驻屯。仗着自己部属众多，多次屡拒绝汉国刘渊招纳。刘渊辅汉将军羯族石勒定计，假装获罪于刘渊，投奔张伏利度。张伏利度接纳了他，与之结为兄弟。他派石勒率众攻掠，所向无前，诸胡畏惧服从。汉元熙四年（307年），被石勒用计擒获，部众被吞并，石勒率其众归刘渊，张伏利度本人获释。